# Олбани (Вайоминг)
О́лбани (англ. Albany) — статистически обособленная местность, расположенная в округе Олбани (штат Вайоминг, США) с населением в 80 человек по статистическим данным переписи 2000 года.

## География
По данным Бюро переписи населения США, статистически обособленная местность Олбани имеет общую площадь в 53,35 квадратных километров, из которых 52,84 кв. километров занимает земля и 0,52 кв. километров — вода. Площадь водных ресурсов округа составляет 0,97 % от всей его площади.
Олбани расположен на высоте 2538 метров над уровнем моря.

## Демография
По данным переписи населения 2000 года, в Олбани проживало 80 человек, 22 семьи, насчитывалось 33 домашних хозяйств и 99 жилых домов. Средняя плотность населения составляла около 1,5 человек на один квадратный километр. Расовый состав Олбани по данным переписи распределился следующим образом: 92,50 % белых, 1,25 % азиатов, 6,25 % — представителей смешанных рас, — других народностей.
Из 33 домашнего хозяйства в 24,2 % — воспитывали детей в возрасте до 18 лет, 60,6 % представляли собой совместно проживающие супружеские пары, в 3,0 % семей женщины проживали без мужей, 33,3 % не имели семей. 21,2 % от общего числа семей на момент переписи жили самостоятельно, при этом 3,0 % составили одинокие пожилые люди в возрасте 65 лет и старше. Средний размер домашнего хозяйства составил 2,42 человек, а средний размер семьи — 2,91 человек.
Население статистически обособленной местности по возрастному диапазону по данным переписи 2000 года распределилось следующим образом: 17,5 % — жители младше 18 лет, 5,0 % — между 18 и 24 годами, 20,0 % — от 25 до 44 лет, 38,8 % — от 45 до 64 лет и 18,8 % — в возрасте 65 лет и старше. Средний возраст жителей составил 49 лет. На каждые 100 женщин в Олбани приходилось 105,1 мужчин, при этом на каждых сто женщин 18 лет и старше приходилось 100,0 мужчин так же старше 18 лет.
Средний доход на одно домашнее хозяйство в статистически обособленной местности составил 26 071 доллар США, а средний доход на одну семью — 27 321 доллар. При этом мужчины имели средний доход в 62 321 доллар США в год против 0 долларов среднегодового дохода у женщин. Доход на душу населения в статистически обособленной местности составил 17 046 долларов в год. Все семьи Олбани имели доход, превышающий уровень бедности, 9,2 % от всей численности населения находилось на момент переписи населения за чертой бедности, при том все жители младше 18 и старше 65 лет имели совокупный доход, превышающий прожиточный минимум.